# ダイナミックマッププラットフォーム
ダイナミックマッププラットフォーム株式会社（英語: Dynamic Map Platform Co., Ltd.、略称：DMP）は、東京都渋谷区に本社を置く日本の高精度3次元地図プロバイダー。

## 概要
自動走行・安全運転支援システムに利用される高精度3次元地図データのニーズの高まりから2016年にダイナミックマップ基盤企画株式会社を設立、2017年に事業会社化し、ダイナミックマップ基盤株式会社に社名変更した。2019年2月には米国Ushr Inc.の買収を発表し、自動運転の主力市場である日米の高精度3次元地図プロバイダーとなった。

## 企業スローガン
Modeling the Earth

## 沿革
- 2016年 - ダイナミックマップ基盤企画株式会社を設立[5]
- 2017年 - 6月30日に事業会社化、ダイナミックマップ基盤株式会社に社名変更[5]
- 2019年 - 日産自動車株式会社“ProPILOT 2.0”に高精度3次元地図データ(HDマップ)が初採用[6]
- 2023年 - 会社名をダイナミックマッププラットフォーム株式会社へ変更、本社オフィスを渋谷に移転[7]
- 2025年
  - 東京証券取引所グロース市場に上場[1]
  - 本田技研工業株式会社の全方位安全運転支援システム「Honda Sensing 360+」にDMPの高精度3次元地図データ(HDマップ)が採用[8]

## 設立の経緯
ダイナミックマッププラットフォーム株式会社は、内閣府が推進する「戦略的イノベーション創造プログラム（SIP）」における「自動運転のシステムとサービスの拡張」課題の一環として、高精度3次元地図（HDマップ）の開発を目的に設立された。前身となるダイナミックマッププラットフォーム企画株式会社は、2016年6月、三菱電機株式会社をはじめとする地図・測位・計測技術を有する企業7社により、共同研究体制として設立された。
その後、自動運転技術への社会的関心の高まりとHDマップの実用化の見通しを受け、2017年6月には株式会社INCJ（当時：株式会社産業革新機構）および日系自動車メーカー10社からの出資を得て、商用事業会社であるダイナミックマッププラットフォーム株式会社へ移行し、現在に至っている。

## 事業内容
- 全国自動車専用道路に係るダイナミックマップ協調領域及び高精度3次元地図データの生成・維持・提供
- 高精度3次元地図データを用いた多用途（インフラ維持管理、防災・減災等）向けビジネスの展開
- 海外向けビジネスの展開
- 一般道整備に向けたビジネスの展開

## 技術・事業戦略
ダイナミックマッププラットフォーム株式会社（DMP）は、人工知能（AI）技術を活用した地図データの生成・活用を通じて、単なる地図会社にとどまらない高度なソリューションを提供している。事業戦略の中心となるのは以下の2つである。
- AI for Data：畳み込みニューラルネットワーク（CNN）、敵対的生成ネットワーク（GAN）、隠れマルコフモデル（HMM）などのAI技術を活用して、高精度3次元地図データの生成・品質管理・変化検知を自動化。これによりデータ生成の効率化とコスト削減を実現している。

- Data for AI：高精度3次元地図データをAIシステムの学習データとして提供。特に自動運転や先進運転支援システム（ADAS）の開発において、空間認識能力を支える重要なデータ基盤となる。

これらの取り組みにより、DMPはモビリティ分野をはじめとしたさまざまな産業におけるデジタルインフラソリューションのリーダーとして位置付けられる。

## 所在地
- 本社

東京都渋谷区渋谷2-12-4 ネクストサイト渋谷ビル12階
- North America

38695 West Seven Mile Road Suite 200
Livonia, MI 48152
- Europe, GmbH

Wiesenhüttenpl. 25, 60329 Frankfurt am Main, Germany
c/o Design Offices Frankfurt Wiesenhüttenplatz

## グループ会社
- Dynamic Map Platform North America, Inc. (アメリカ)
- Dynamic Map Platform Europe, GmbH (ドイツ)
- ダイナミックマッププラットフォームAxyz株式会社 (日本、三菱UFJ銀行との合弁会社[11])
- Dynamic Map Platform Korea, LLC (韓国)
- Dynamic Map Platform Arabia Ltd. (サウジアラビア)
- DYNAMIC MAP PLATFORM DATA - L.L.C (アラブ首長国連邦)